# Siège de Montauban
Batailles
Guerres de Religion en France
Prélude
- Mérindol (1545)
- Amboise (1560)
- Colloque de Poissy (1561)

Première guerre de Religion (1562-1563)
- Édit de Saint-Germain (1562)
- Massacre de Wassy (1562)
- Toulouse (1562)
- Vergt (1562)
- Rouen (1562)
- Dreux (1562)
- Orléans (1563)
- Paix d'Amboise (1563)

Deuxième guerre de Religion (1567-1568)
- Surprise de Meaux (1567)
- Michelade (1567)
- Saint-Denis (1567)
- Chartres (1568)
- Paix de Longjumeau (1568)

Troisième guerre de Religion (1568-1570)
- Jarnac (1569)
- La Roche-l'Abeille (1569)
- Poitiers (1569)
- Orthez (1569)
- Montcontour (1569)
- Saint-Jean-d'Angély (1569)
- Arnay-le-Duc (1570)
- Rabastens (1570)
- Paix de Saint-Germain-en-Laye (1570)

Quatrième guerre de Religion (1572-1573)
- Saint-Barthélemy (1572)
- Sancerre (1572-1573)
- Sommières (1573)
- La Rochelle (1573)

Cinquième guerre de Religion (1574-1576)
- Dormans (1575)
- Édit de Beaulieu (1576)

Sixième guerre de Religion (1577)
- Paix de Bergerac (1577)
- Édit de Poitiers (1577)

Septième guerre de Religion (1579-1580)
- Traité de Nérac (1579)
- Paix du Fleix (1580)

Huitième guerre de Religion (1585-1598) 
Guerre des Trois Henri

- Traité de Joinville (1584)
- Édit de Nemours (1585)
- Jarrie (1587)
- Coutras (1587)
- Vimory (1587)
- Auneau (1587)
- Journée des Barricades (1588)
- Arques (1589)
- Ivry (1590)
- Paris (1590)
- Journée des Farines (1591)
- Chartes (1591)
- Poncharra (1591)
- Châtillon (1591)
- Rouen (1591-1592)
- Craon (1592)
- Port-Ringeard (1593)
- Fort Crozon (1594)
- Fontaine-Française (1595)
- Doullens (1595)
- Amiens (1597)
- Édit de Nantes (1598)

Rébellions huguenotes (1621-1629)
- Saumur (1621)
- Saint-Jean-d'Angély (1621)
- La Rochelle (1621)
- Montauban (1621)
- Riez (1622)
- Royan (1622)
- Sainte-Foy (1622)
- Nègrepelisse (1622)
- Saint-Antonin (1622)
- Montpellier (1622)
- Saint-Martin-de-Ré (1622)
- Traité de Montpellier (1622)
- Blavet (1625)
- Île de Ré (1625)
- Traité de Paris (1626)
- Saint-Martin-de-Ré (1627)
- La Rochelle (1627-1628)
- Privas (1629)
- Alès (1629)
- Montauban (1629)
- Paix d'Alès (1629)

Révocation de l'édit de Nantes (1685)
Le siège de Montauban oppose, d'août à novembre 1621, les armées royales commandées par le roi de France Louis XIII aux protestants montalbanais, dans le contexte des révoltes huguenotes.

## Montauban, un bastion protestant
La réforme de l'Église prônée par Jean Calvin trouve dans le Midi de la France un fort écho. Ainsi, au milieu du XVIe siècle, plusieurs citadelles du Sud-Ouest adoptent le culte réformé. En 1561, l'élite protestante de la ville prend le pouvoir à Montauban et règne à partir de cette date sans partage sur la ville. Dès lors, les églises catholiques montalbanaises sont saccagées et la plupart détruites. Seule l'église Saint-Jacques, reconvertie en lieu de culte protestant, subsiste à cette révolution religieuse. La violence des guerres de religion renforce la conscience protestante de la ville qui devient un bastion de la foi calviniste dans le Quercy. Les villes et les villages environnants se convertissent eux aussi au protestantisme et restent ainsi sous l'influence de Montauban. La ville subit en 1562 un siège de la part des catholiques mais s'affirme au fil des décennies comme une ville imprenable.
En 1598, l'édit de Nantes reconnaît Montauban comme une ville protestante libre où les calvinistes peuvent continuer à pratiquer leur culte. Mais la mort d'Henri IV et l'avènement de Louis XIII entrainent un changement de politique, et le jeune roi a l'intention de ramener sous son orbite les cités protestantes rebelles.

## Préambule

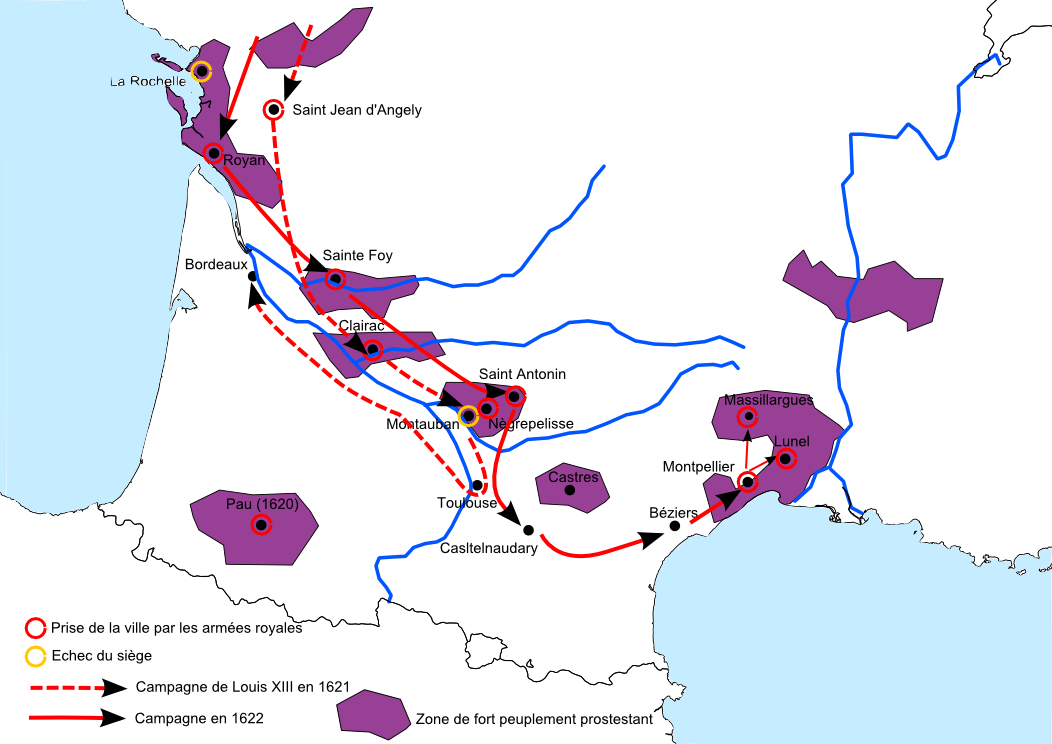
Campagnes de Louis XIII dans le Midi (1621-1622)

En juin 1621, Louis XIII assiège et prend la ville de Saint-Jean-d'Angély, point stratégique pour contrôler les abords de la forteresse huguenote qu'était La Rochelle. Ne pouvant entreprendre un siège de cette importance, que par terre et par mer, le Roi n'ayant pas de flotte de guerre, ajourne l'entreprise décide de se porter vers le sud avec le gros de ses troupes en soumettant la Guyenne, en assiégeant Clairac sur le Lot, du 23 juillet au 4 août poursuivant ensuite sur Montauban.

## Forces en présence
Montauban est commandée par Jacques Nompar de Caumont, duc de La Force, avec ses deux fils comme maréchaux de camp Henri et Jean. La ville est défendue par 10 compagnies ayant guerroyé en Savoie et en Hollande sous les ordres de François de Béthune, duc d'Orval, fils cadet de Sully, et 30 compagnies bourgeoises, encadrées par des réformateurs militants comme Daniel Chamier, qui considèrent leur ville comme la citadelle du calvinisme, et ont juré à Henri de Rohan seigneur de Rohan de bien la défendre. Rohan a en outre levé dans les Cévennes et le bas-Languedoc 5 000 fantassins et 500 mousquetaires à cheval ainsi qu'un grand nombre de gentilshommes volontaires.
L'armée de siège est la même que celle qui avait pris Saint-Jean-d'Angély à l'exception du régiment de Castelbayard laissé en face de La Rochelle et du régiment de Rambures laissé dans Bergerac dans un premier temps et qui rejoindra plus tard et de quelques renforts.
L'armée de siège comprend :
(Liste non exhaustive, classée en ordre alphabétique croissant)
- Régiment d'Arpajon
- Régiment du Bourg de Lespinasse
- Régiment de Bressieu
- Régiment de Carmain
- Régiment de Champagne
- Régiment de Chappes
- Régiment de Chastellier-Barlot (1615-1628)
- Régiment d'Estissac
- Régiment de Fabrègues
- Régiment de Francon
- Régiment des Gardes françaises
- Régiment des Gardes suisses
- Régiment de La Douze
- Régiment de La Roquette
- Régiment de La Suze (1621-1653)
- Régiment de Languedoc
- Régiment de Lauzun
- Régiment de Lezun
- Régiment de Moussolins
- Régiment de Navarre
- Régiment de Normandie
- Régiment de Picardie
- Régiment de Piémont
- Régiment de Puyserguier
- Régiment de Rambures
- Régiment de Ryaux
- Régiment de Saint-Étienne
- Régiment de Sainte-Croix
- Régiment de Soyecourt
- Régiment de Thémines
- Régiment de Toulouse (1621-1626)
- Régiment de Villeroy[3]
- Régiment de Vaillac

L'état major de Louis XIII est composé de :
- Henri, Duc de Mayenne
- Charles de Guise, prince de Joinville
- Le connétable de France le duc de Luynes
- Le maréchal de Lesdiguières
- Le maréchal de Praslin
- Le maréchal de Saint-Géran
- Le maréchal de Chaulnes
- Le maréchal de Thémines
- Le maréchal de camp François de Razilly
- L'artillerie royale est dirigée par Henri de Schomberg, comte de Nanteuil.
- Les travaux de fortification sont dirigés par l'ingénieur italien Joseph Gamorini.
- Les travaux de tranchées sont dirigés par les capitaines des Gardes françaises Fourilles et Toiras.

## Le siège de la ville

Les révoltes huguenotes dans le bastion protestant de Tarn-et-Garonne (1621-1628)

Les fortifications de Montauban au moment du siège

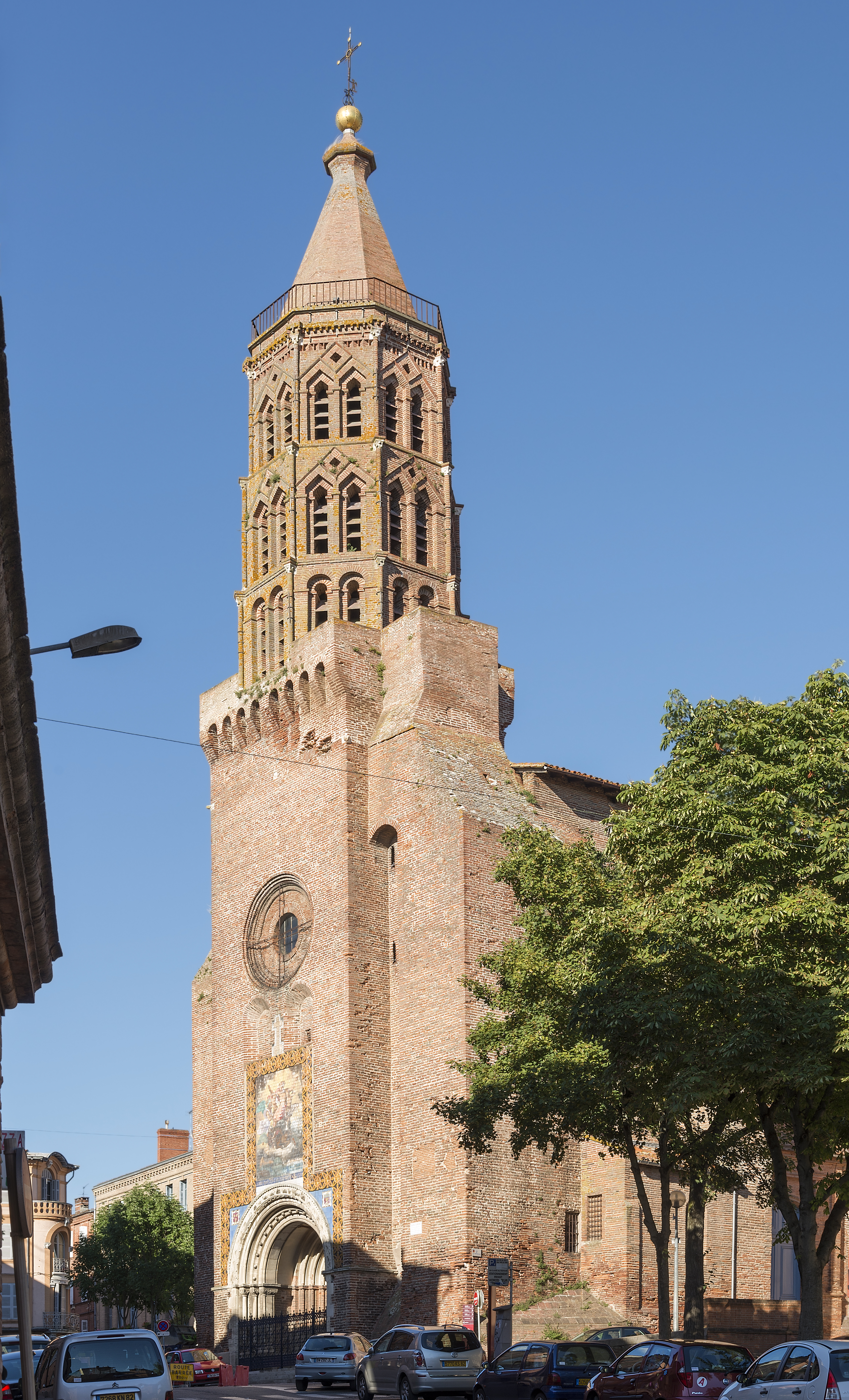
Sur l'église Saint-Jacques, dernière rescapée des églises médiévales de Montauban, les traces d'impact de canon sont encore visibles à la base du clocher.

Le maréchal de Lesdiguières conseille le roi d'enfermer la ville dans des lignes de circonvallation protégées par des forts bastionnés comme pour le siège d'Amiens.
Le connétable de Luynes entend mener un siège très classique : des canonnades régulières s'effectueront en même temps que des sapeurs creusent des tranchées vers les murailles de la ville et que les troupes tenteront de prendre d'assaut la ville.
Le 17 août 1621, Louis XIII, le connétable de France, le duc de Luynes et l'état-major installent leur quartier général dans le château de Piquecos, à une dizaine de kilomètres au nord de Montauban, d'où ils dirigent le siège à la tête d'une troupe de 25 000 hommes et de 38 canons, faisant face à 6 000 montalbanais armés de 40 canons et 32 couleuvrines. De leur château, le roi, alors âgé de 20 ans, dispose d'une vue imprenable sur la ville de Montauban. En arrivant en ces lieux, le roi n'a oublié ni ses plus fidèles conseillers militaires (Lesdiguières, Bassompierre, Mayenne), ni ses chiens de chasse. La prise des villages alentour ayant été accomplie, le siège de la citadelle peut commencer. Les assaillants s'attendent à une grosse affaire.
Ce que le duc de Luynes ne sait pas encore, c'est que les Protestants sont bien préparés : la récolte de l'été a été bonne, et le bétail a été rapatrié à l'intérieur de la cité. Le matin du 17 août, les guetteurs montalbanais voient arriver les premiers soldats provenant du village de Loubejac.
Les protestants montalbanais, qui sont commandés par François de Béthune, duc d'Orval, Saint-André-Montbrun et le duc de La Force, mettent en place une défense acharnée de la ville, motivée par la foi religieuse transcendée entre autres par Daniel Chamier.
Tous les jours, les treize pasteurs de la ville haranguent leur troupe, tout devient alors signe de protection divine : un arc-en-ciel après une tentative d'assaut infructueuse des Français, deux boulets tirés des extrémités opposées de la ville se cognent en l'air. Le Bret, historien montalbanais, pointe aussi le rôle des femmes qui ont eu un rôle actif lors du siège, telle une jeune fille qui coupe les doigts d'un assaillant alors qu'il monte à l'assaut des murailles avec une échelle ; ou encore Guillaumette de Gasc, qui après avoir tué deux officiers ennemis avec une pique, meurt d'une décharge de mousquet.
Sans attendre, les assiégeants s'organisent en trois attaques et la cavalerie :
1. Celle des Gardes, sous le commandement du connétable de Luynes, secondé par Praslin, Chaulnes et Bassompierre, alors colonel-général des Gardes Suisses, avec pour objectif les ouvrages à cornes de Montmurat et de Saint-Antoine. Cette attaque est lancée par les Gardes françaises, les Gardes suisses renforcés par Piémont, Normandie, Chappes et Estissac ;
2. La seconde, dirigée par le prince de Joinville, assisté de Lesdiguières et Saint-Géran, avait pour objectif le faubourg bastionné du Moustier, sur le Tescou situé au sud-est de la ville. Cette attaque est lancée par Picardie, Champagne, Navarre, Villeroy[3] et Vaillac ;
3. La troisième, dirigée par le duc de Mayenne, secondé par Thémines, avait pour objectif le faubourg de Ville-Bourbon[5], sur la rive gauche, au sud-ouest de la ville. Cette attaque est lancée par Languedoc, Rambures, revenu de Bergerac, Saint-Étienne et Lauzières[6] ;
4. La cavalerie forte de 3 000 cavaliers, sous les ordres du duc d'Angoulême, renforcée de quelques infanteries, avait pour objectif de tenir le chemin de Castres à Saint-Antonin pour couvrir le siège et barrer le passage au secours.

Le 22 août, avant que les tranchées d'approches ne soient commencées, les assiégés, commandés par le capitaine Béarnais Mazères, comte de Bourgfranc, entreprennent une furieuse sortie contre le camp du connétable de Luynes. La sortie est repoussée par le régiment de Piémont qui perd dans l'affaire plusieurs hommes et officiers.
Les alertes deviennent alors, toutes les nuits, monnaies courantes si bien que l'installation de deux batteries de 8 et de 4 canons, pour battre en brèche, fut réalisée à grand-peine.
Les assauts, face aux solides murailles montalbanaises et à une population survoltée, s'avèrent aussi inutiles que gourmands en vies humaines :
Le 27 août, le régiment de Picardie lance un assaut contre le bastion du Moustier, qui finit par enlever la contrescarpe laissant 600 soldats royaux à terre.
Le 1er septembre, l'artillerie royale forte de 45 canons commence à battre la ville. Des tonneaux de poudre laissés trop près furent atteints par une flammèche et sautèrent tuant une quarantaine de soldats et un officier.
Le 4 septembre, un assaut sur la rive gauche du Tarn, contre le faubourg Villebourbon, laisse 300 morts, dont le marquis de Thémines. Le même jour, le duc de Vendôme rejoignit l'armée royale avec la noblesse bretonne et trois compagnies de cavalerie, gendarmes, chevau-légers et carabins.
Le 7 septembre, le duc de Guise ramène des renforts de Provence.
Le 16 septembre, Henri de Mayenne est tué raide dans la tranchée d'une balle de mousquet dans l’œil.
Le 22 septembre, une mine chargée de 2 800 livres de poudre bouleverse les tranchées et les batteries de l'attaque des Gardes tuant une trentaine d'hommes. Les assiégés entament aussitôt une sortie et mettent le feu aux gabions et fascines et essayent d'emmener le canon. Des femmes qui sont passées par-dessus la brèche portent de la paille pour incendier les batteries.
Les sorties des soldats montalbanais, fréquentes et meurtrières, fragiliseront les positions des soldats royaux.
Pendant ce temps, Rohan s'efforce d'introduire dans Montauban les milliers d'hommes que La Force réclame pour continuer la défense de la ville dont les abords sont surveillés par la cavalerie des ducs d’Angoulême et de Vendôme, échelonnée jusque Saint-Antonin.
Le 20 septembre, au soir, trois bataillons huguenots des Cévennes, quittent Castres pour aller renforcer la défense montalbanaise. Ils passent le Tarn au gué de Lagrave et atteignent sans encombre Saint-Antonin.
 Le 25 septembre, guidés par un Montalbanais, ils franchissent l'Aveyron à gué et arrivent à une demi-lieue de la ville. Malgré la cavalerie et l'infanterie qu'ils rencontrèrent perpétuellement et les diverses redoutes et tranchées, 700 hommes parviennent à franchir les lignes pour renforcer les défenseurs.
En octobre, le duc de Montmorency amène de son gouvernement du Languedoc 500 cavaliers et 6 000 hommes en 5 régiments d'infanterie (Rieux, Réaux, Moussoulens, Fabrègues et La Roquette qui comblent à peine les vides faits par les combats et les maladies, dont la peste, fréquente à l'époque parmi la soldatesque, qui fait des ravages dans les rangs royaux.
Le 11 octobre, les assiégés entament une sortie victorieuse d'où ils ramènent 300 prisonniers et une couleuvrine.
Le 17 octobre, un assaut général est lancé par les royaux, qui échoue, complètement. Une contre-attaque des assiégés, lancée le 20, met 400 soldats royaux à terre.
Cependant, le maréchal de Schomberg avait fait établir une nouvelle batterie dont il se promettait beaucoup de succès : mais elle se trouvait sur un sol miné.
Le 24 octobre, alors que le régiment de Picardie y était de garde, une épouvantable explosion se fait entendre à deux heures du matin. Tout ce qui se trouvait dans le rayon de la mine avait sauté. Quatre officiers avec un grand nombre de soldats étaient ensevelis sous les terres bouleversées. Les assiégés profitent de ce moment de trouble et de désordre, se précipitent dans la batterie et remportent une victoire facile.
La pluie est continuelle et les chefs irrités contre le connétable, s'en vont ou déclarent qu'il faut en finir. Le Roi est mécontent et Luynes découragé. Il écrit alors au Prince de Condé : « Si nos résolutions, nos soins, nos prévoyances, nos veilles, nos courages n'ont pu prévaloir contre le ciel, la peste, le pourpre, le flux de sang les tranchées et cent autres maladies contagieuses. Si une armée de 45 000 hommes est réduite à 5 ou 6000, sans maréchaux de France, sans maréchaux de camp, sans capitaines, lieutenants ou enseignes ; si de 120 officiers de l'artillerie il n'en reste que 10 ; s'il n'y a plus de prévôts ni d'archers pour la discipline, plus d'ingénieurs ni de conducteurs de travaux ; si les deux tiers de ce qui reste sont dans la perfidie, et l'autre tiers dans l'ennui et l'extrême lassitude, accablés de plaie et de froidure, le plus souvent sans pain à cause de la maladie des officiers des vivres, pouvons-nous avec ces misères faire des merveille ? »
 Bassompierre « était d'avis de quitter l'entreprise pour réserver le Roi et l'armée à une meilleure fortune et à une plus commode saison. »
D'après la légende, Louis XIII, espérant encore une reddition rapide, ordonne, le 17 septembre de faire tirer simultanément quatre cents coups de canon sur la ville. Mais cela ne vient pas à bout de la défense montalbanaise. Les arrières de l’armée royale sont de plus harcelées par Rohan, basé dans les environs de Reyniès. Après des tentatives de négociation avortées entre le duc de Luynes et Rohan en octobre, Louis XIII se voit contraint de lever le siège le 9 novembre 1621 et de gagner Toulouse puis Bordeaux, après avoir mis le feu aux installations de siège et aux villages alentour, dont le château de Montbeton. L'armée royale a perdu 8 000 hommes soit la moitié de son effectif (G. Garisson parle de 16 000 à 18 000 royaux et 600 à 700 « bourgeois »).
Lors de sa marche vers Bordeaux, les troupes royales commandées par François de Bassompierre prendront, le 11 décembre, la ville de Monheurt qui sera prise, puis brûlée et pillée et son enceinte détruite sur ordre de Louis XIII.

## Conséquence
La résistance de cette cité face à une armée royale supérieure en nombre, grâce à une défense bien préparée et à une population motivée, a fait l'admiration des contemporains de l'époque, dont Flottard Perrin de Grandpré qui écrit ainsi : « Ils s'opposoient en enragés à leurs assauts donnés le plus souvent avec une grande imprudence, et ne craignoient d'exposer leurs vies pour deffendre la ville. »
Mais une fois les armées assiégeantes chassées, un autre mal apparaît dans la ville : la peste se répand à Montauban, apportée par le contact des cadavres lors du pillage du camp des royaux une fois partis, elle fait mourir nombre de montalbanais. « Cars ils porterent avec leur butin l'infection dans la ville, et telle, que plusieurs d'entr'eux, et beaucoup d'autres habitans y moururuent atteints de ce venin. »
Malgré sa défaite, le roi ne s'avoue pas vaincu. L'année suivante, il revient dans la région en changeant de stratégie, préférant s'attaquer aux cités environnantes, moins défendues. Il prend Nègrepelisse dans un assaut qui tournera au massacre, puis Saint-Antonin, en juin 1622. Montauban se retrouve alors isolée dans sa propre campagne, et réagit dans un premier temps par une politique agressive menée par Saint-Michel de Rochalès : entre 1625 et 1628, les places catholiques de Moissac, Montech, Orgueil, Labastide et Saint Pierre sont attaquées. En retour, les soldats royaux font des dégâts à Montbeton, Saint Nauphary et Bressols. Mais la prise de La Rochelle en 1628, et la paix d'Alès qui en résulte, oblige Montauban à négocier, et le 20 août 1629, la ville signe sa reddition au cardinal de Richelieu, sans pour autant avoir perdu de siège.
Dès lors, les autorités catholiques mettront un point d'honneur à recatholiciser Montauban, notamment par la construction de la cathédrale Notre-Dame, et par une répression du culte protestant lors de la révocation de l'édit de Nantes. De plus, les murailles de Montauban sont rasées pour prévenir toute tentative de rébellion, et ne se seront jamais reconstruites.

## Héritages du siège
- Les impacts des boulets de canon sont toujours visibles sur la façade et le clocher de l'église Saint-Jacques.
- L'expression « faire les 400 coups » est issue de cet épisode du siège de Montauban.
- La cavalcade des « 400 Coups » organisée par l'association Montauban festivités (le deuxième weekend de septembre) fait référence à ce passage de l'histoire de Montauban à laquelle se greffe la fête foraine.
- « Les boulets de Montauban », chocolats vendus par les confiseurs montalbanais rappellent le siège de 1621.

## Personnalités en rapport
- Le théologien protestant Daniel Chamier est mort pendant le siège, le 17 octobre, coupé en deux par un boulet de canon.
- Descendant la vallée de la Garonne en direction de Bordeaux, le connétable Charles d'Albert, duc de Luynes apprend que le château de Monheurt près de Tonneins s'est révolté. Il l'assiège, le prend et le brûle. Mais il meurt, à Longueville de la fièvre pourpre le 14 décembre 1621 « à la grande joie des envieux de sa fortune », et peu regretté de Louis XIII, qui ne lui pardonnait pas l'échec de Montauban.
- Jacques Dupuy (1591-1676). premier consul de la ville de Montauban, il organise la résistance au siège en s'occupant des stocks de munitions et de vivres, en dirigeant les travaux de fortifications et en organisant les corps de métiers. Émile Doumergue le qualifie de « sauveur de Montauban ».

## Sources bibliographiques
- Dénes Harai (éd.) : Journal d’un officier de Louis XIII sur le siège de Montauban (1621) - Dans l’enfer de la « Seconde Rochelle », Paris, Éditions L'Harmattan, 2012, 101 p.-  (ISBN 978-2-296-99144-6).
- Le Tarn-et-Garonne de la Préhistoire à nos jours, ouvrage sous la direction de Jean Claude Fau, Éditions Bordessoules, 2003, p. 192-194.
- Les Mystères du Tarn-et-Garonne, Patrick Caujolle, Éditions De Borée, 2009.
- Histoire de Montauban, ouvrage sous la direction de Daniel Ligou, Éditions Privat, 1984.
- Petite Histoire générale du Tarn-et-Garonne Tome second du XVIe siècle à la création du département (1808), Louis Canet, Éditions de régionalismes, 2011.
- Histoire de Montavban depvis la fondation de son abbaie par le roy Pepin jusqu'à l'épiscopat de Pierre de Bertier, par Flottard Perrin de Grandpré chanoine de la collegiale de Saint Étienne de Tescou au diocièse de Montauban, transcription du manuscrit original de la collection d'Émerand Forestié par André Serres et Georges Forestié, 2004.
- Émile Doumergue, « Le siège de Montauban », Foi et Vie, no 3,‎ 1er février 1922

## Film
- Un film d'animation 3D est en cours de production. Le film est intitulé : 1621 - La légende des 400 coups et est inspiré des événements du siège de la ville de Montauban.